# Jaulín
Jaulín è un comune spagnolo di 292 abitanti situato nella comunità autonoma dell'Aragona.

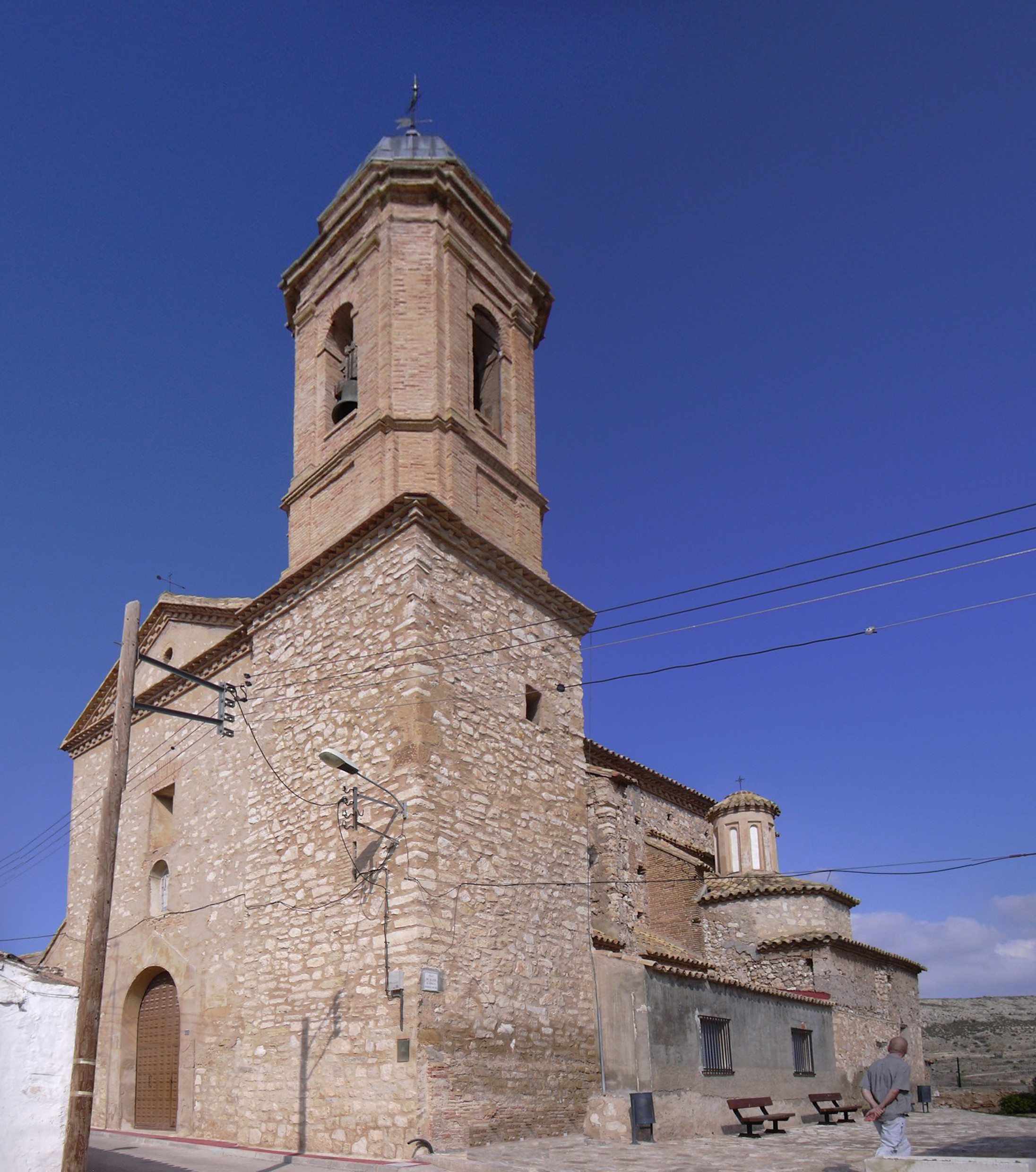